# Maeda Mitsuyo

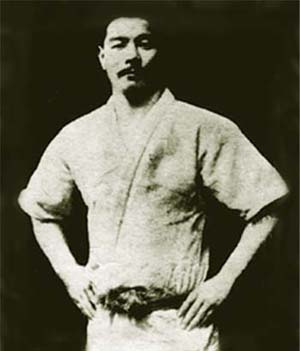
Mitsuyo Maeda ở Cuba

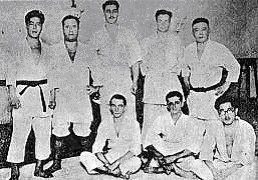
Lớp Nhu thuật Brazil đầu tiên

Mitsuyo Maeda (前田 光世 Tiền Điền Quang Thế; sinh ngày 18 tháng 11 năm 1878– ngày 28 tháng 12 năm 1941) là một võ sư môn Nhu thuật Brazil người Nhật Bản, ông nổi danh về những thành tích thượng đài của môn đấu võ tự do và môn đô vật. Ông là người sáng lập ra môn võ Nhu thuật Brazil mà sau này kỹ thuật đó được hoàn thiện và phát triển thêm một bước bởi gia tộc Gracie.

## Tiểu sử
Khi còn ở Nhật Bản, từ năm 1897, Mitsuyo Maeda còn có tên là Maeda Hideyo và từng nhập môn tại võ đường Giảng Đạo Quán (Kodokan) của võ sư Nhu Đạo Kano Jigoro. Ông được một trong những võ sinh xuất sắc của Giảng Đạo Quán và được võ sư Yokoyama Sakujiro đích thân chỉ dạy. Năm 1904, Mitsuyo Maeda rời Giảng Đạo Quán lên đường sang Hoa Kỳ định cư để kiếm sống. Trong mục đích vừa kiếm tiền trang trải sinh hoạt phí vừa truyền bá môn Nhu Đạo, Maeda Mitsuyo đã sinh sống bằng nghề đấu võ tại Hoa Kỳ. Từ đó, ông có cơ hội tiếp xúc với các loại võ thuật như quyền Anh, đô vật tổng hợp, quyền thuật Trung Hoa và từng tạo một số thành tích tại Hoa Kỳ, México và Châu Âu bằng những thế võ Nhu Thuật được ông cải tiến từ môn Nhu Đạo. Cũng trong thời gian này, ông đã đổi tên từ Maeda Hideyo thành Maeda Mitsuyo. Sau đó, ông di dân sang Ba Tây và từ năm 1930 ông nhập tịch Ba Tây với tên Conde Koma. Sau khi đã đến Brazil định cư ông được sự giúp đỡ của Gastao Gracie. Sau một thời gian hòa nhập với cộng đồng ở đây, với sở trường về Nhu Đạo và Nhu Thuật (Jiu-Jitsu), Mitsuyo Maeda đã tham gia thi đấu khắp Brazil và nhiều nơi trên thế giới, mang vinh quang về cho dất nước Brazil. Maeda tình nguyện dạy Nhu Thuật Nhật Bản cho những người con trai cả của dòng họ Gracie. Từ đó gia tộc này đã biết đến với môn võ này và phát triển nó.